# Anastasia Poestovojtova

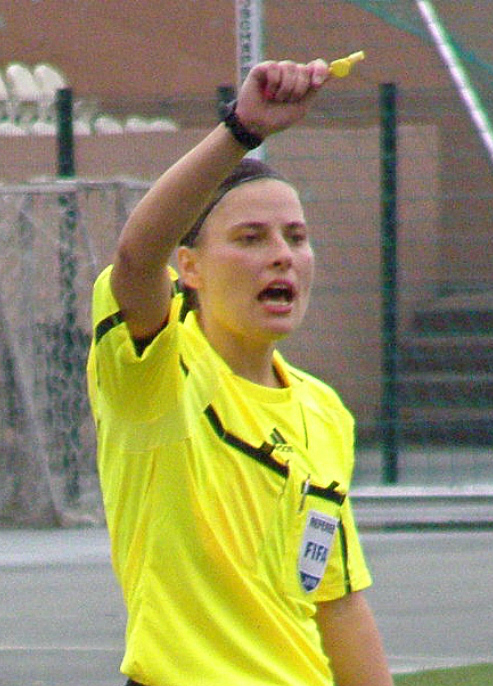

Anastasia Vjatsjeslavovna Poestovojtova (Russisch: Анастасия Вячеславовна Пустовойтова) (Jeseník, 10 februari 1981) is een voormalig voetbalspeelster en sinds 2009 internationaal scheidsrechter. In 2019 floot Poestovojtova de Champions League-finale bij de vrouwen.
Ook op de verlate Olympische Zomerspelen van Tokyo in 2020 was ze als scheidsrechter actief in de groepsfase en in het eindtoernooi. Ook is ze actief in de Russische competitie als scheidsrechter.
Poestovojtova speelde voor het Russisch nationaal elftal, hoewel ze in Tsjechoslowakije werd geboren. In 2003 speelde ze voor Rusland op het Wereldkampioenschap voetbal vrouwen 2003.